# 訃報 2023年9月
訃報 2023年9月（ふほう 2023ねん9がつ）では、2023年9月に物故した、または物故が報じられた人物についてまとめる。

## 1日 - 15日

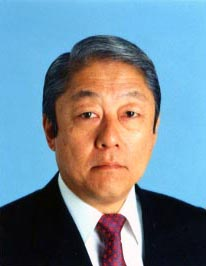
中村正三郎／9月1日没

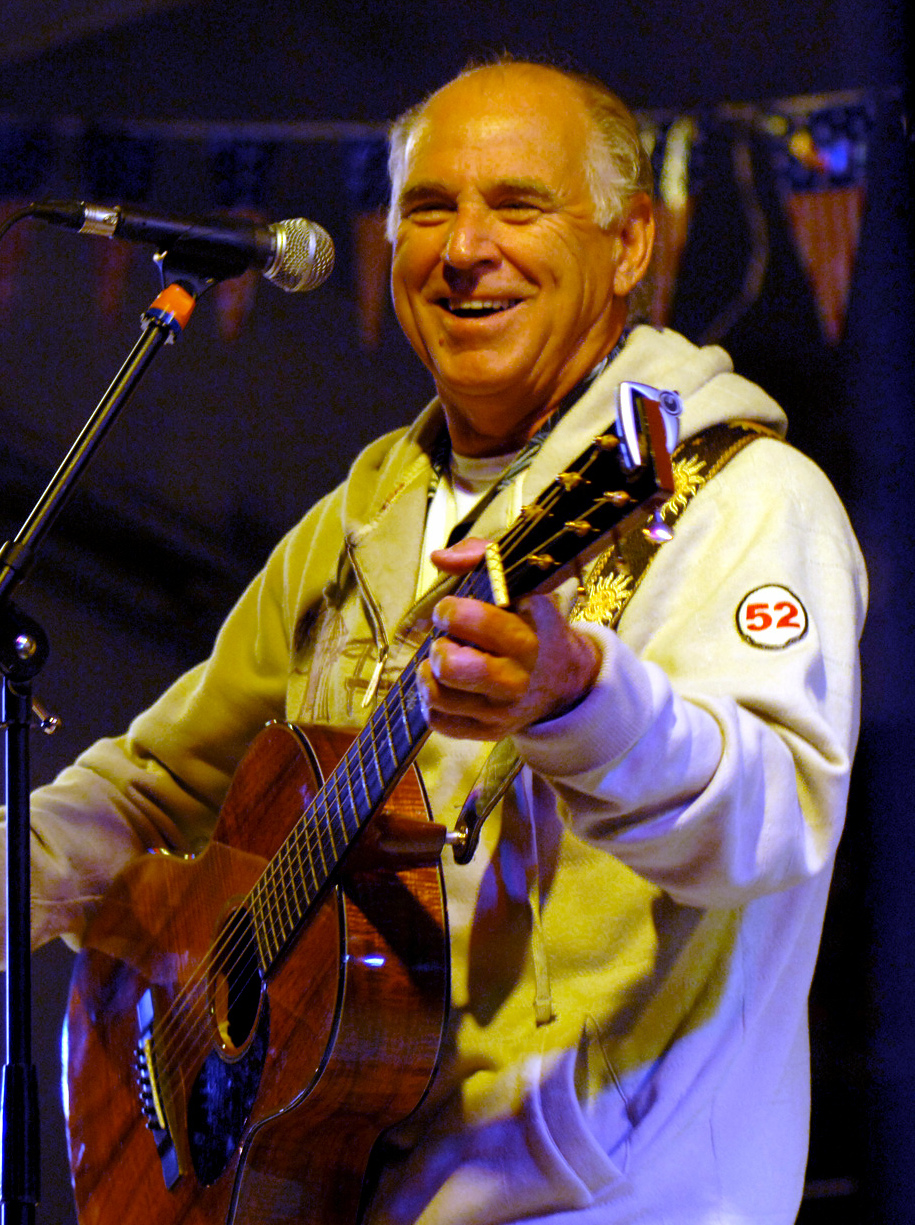
ジミー・バフェット／9月1日没

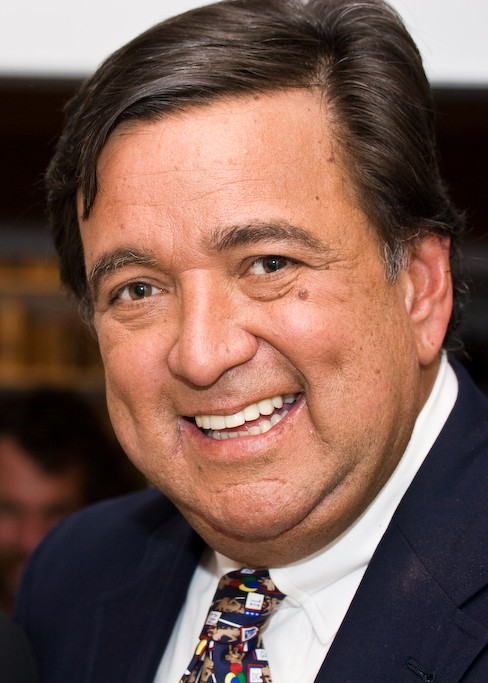
ビル・リチャードソン／9月1日没

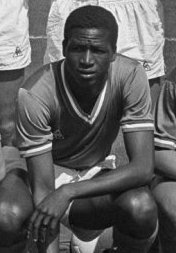
サリフ・ケイタ／9月2日没

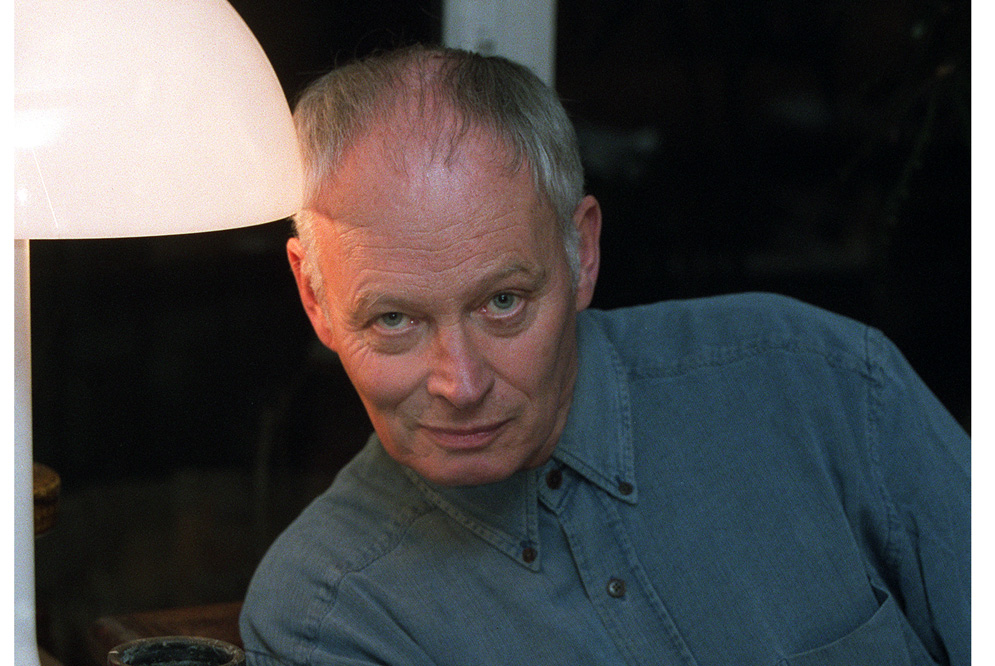
グドベルグー・ベルグッソン／9月4日没

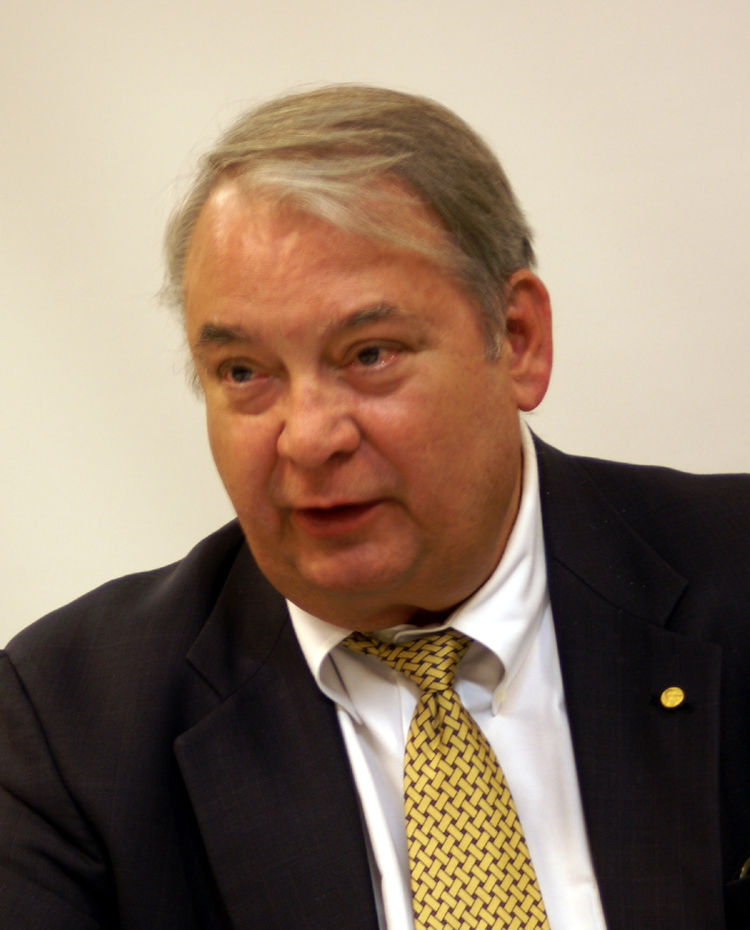
フェリド・ムラド／9月4日没

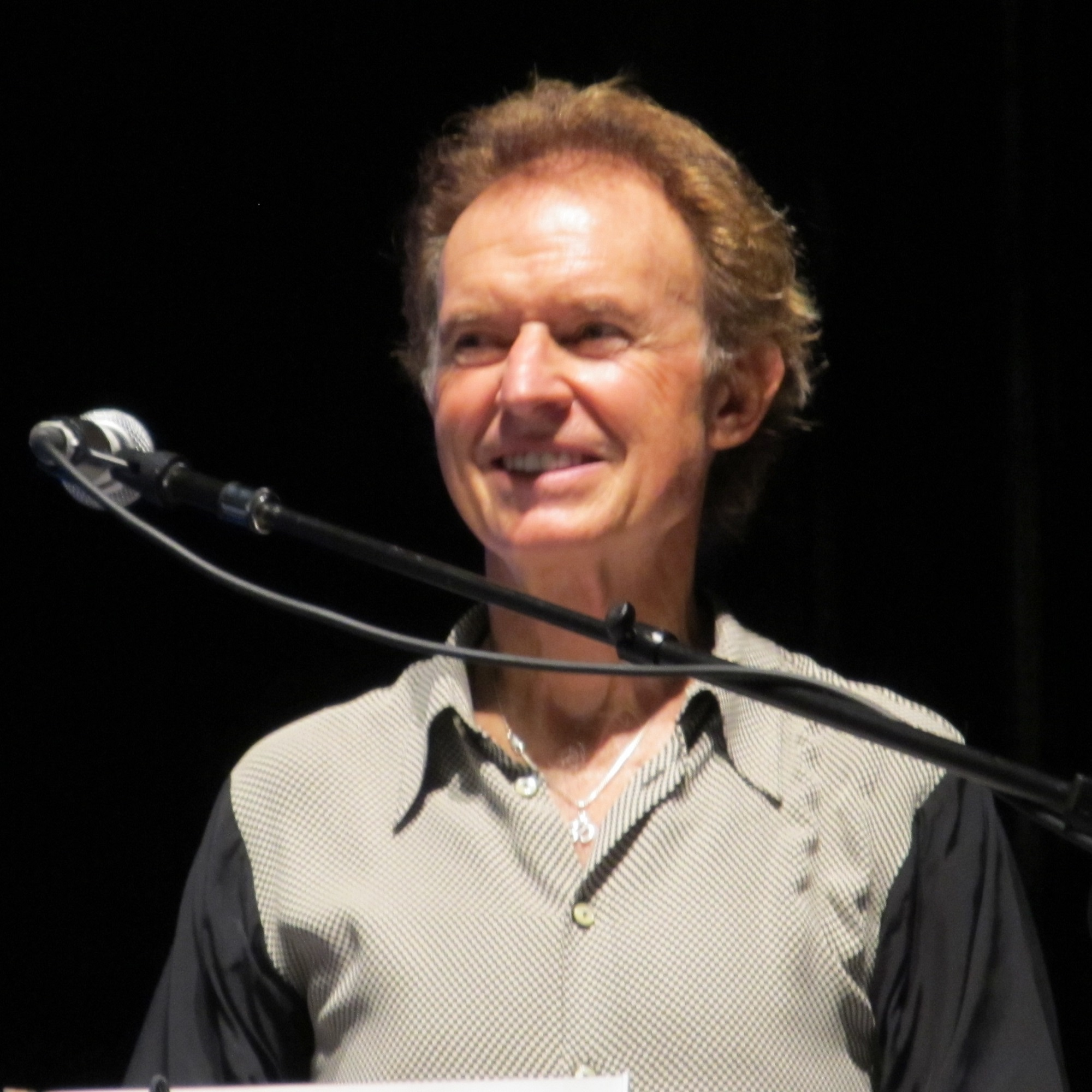
ゲイリー・ライト／9月4日没

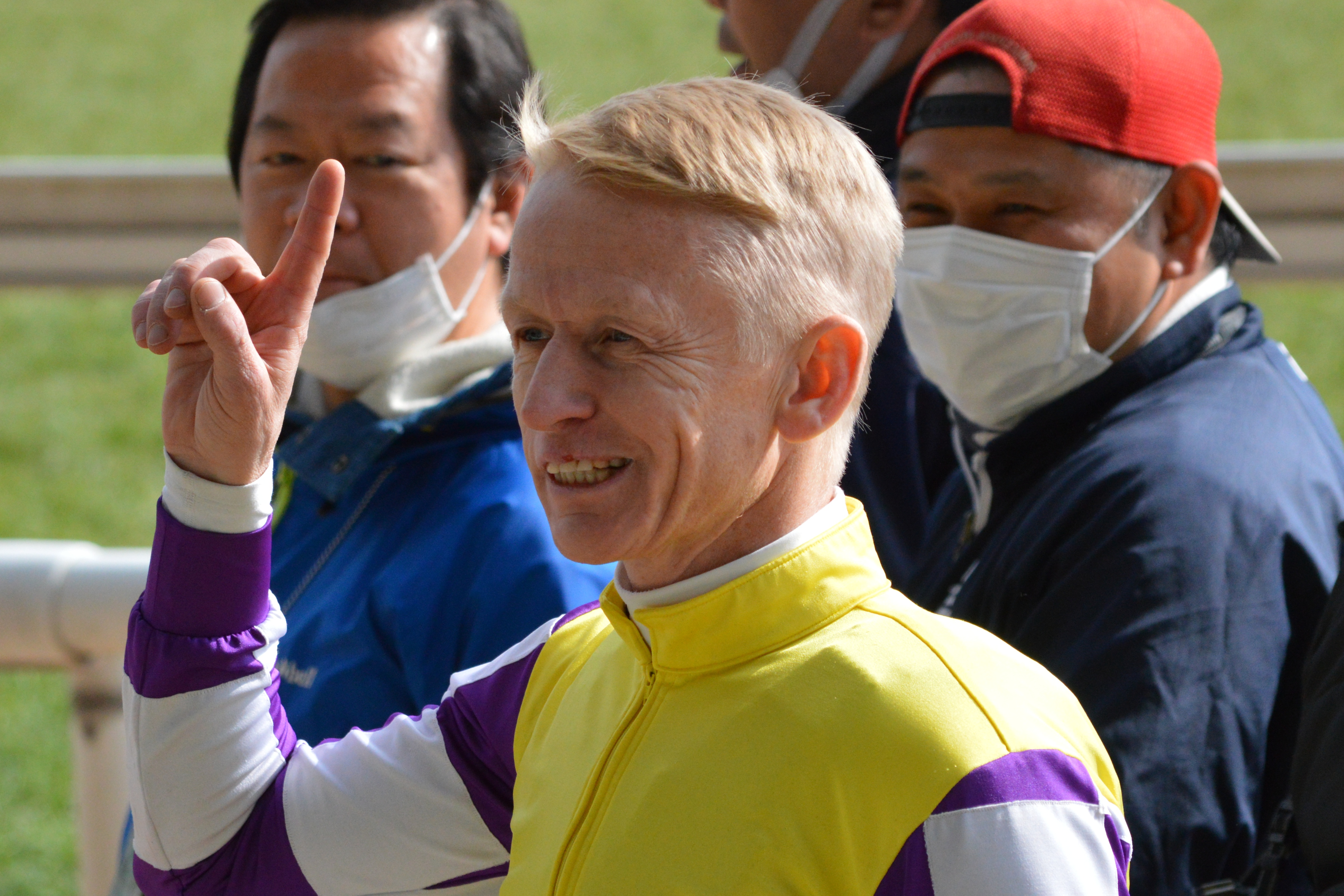
フィリップ・ミナリク／9月4日没

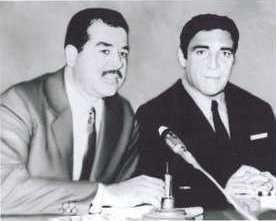
アドナン・アル＝ケイシー（右）／9月6日没

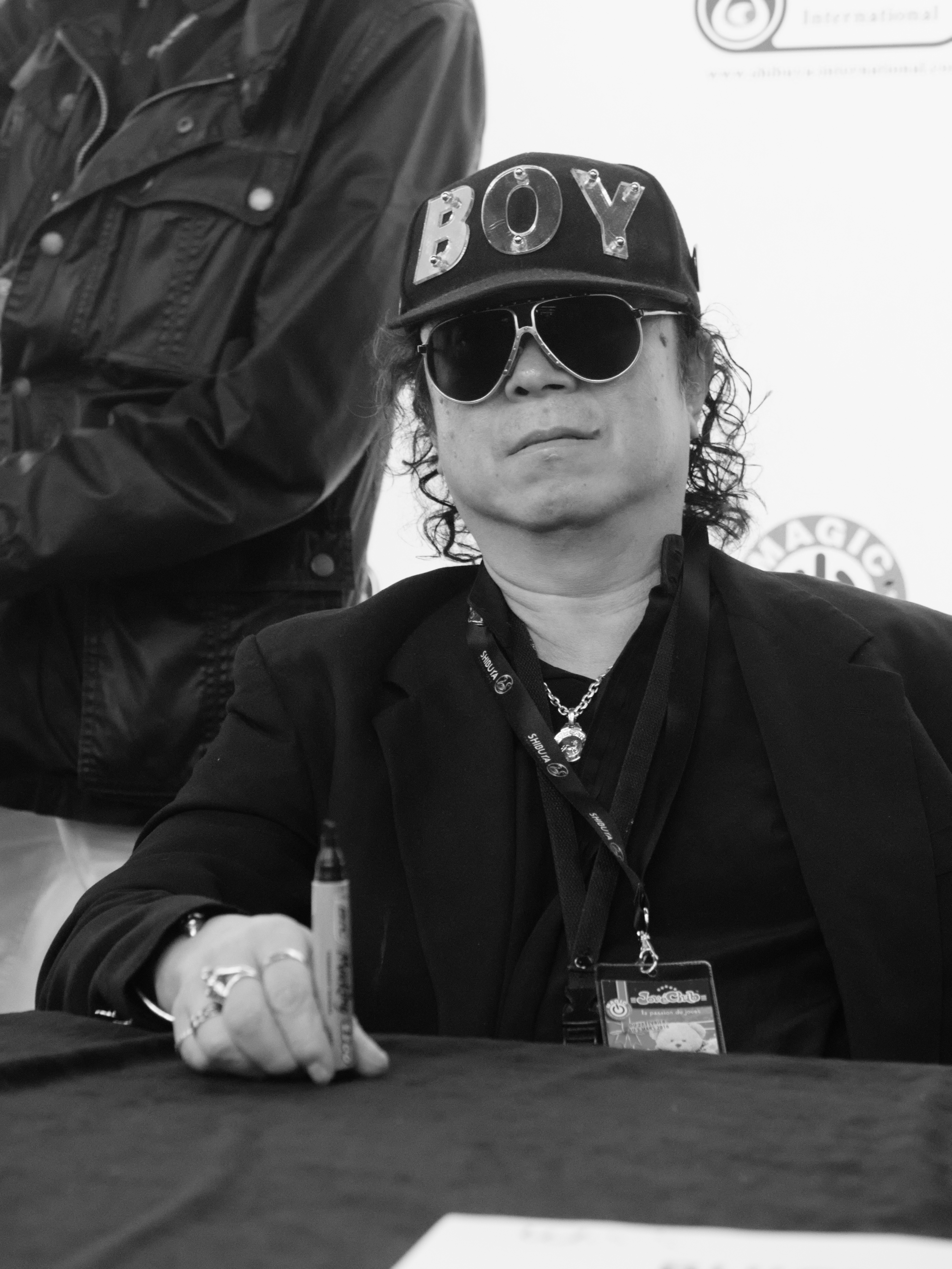
寺沢武一／9月8日没

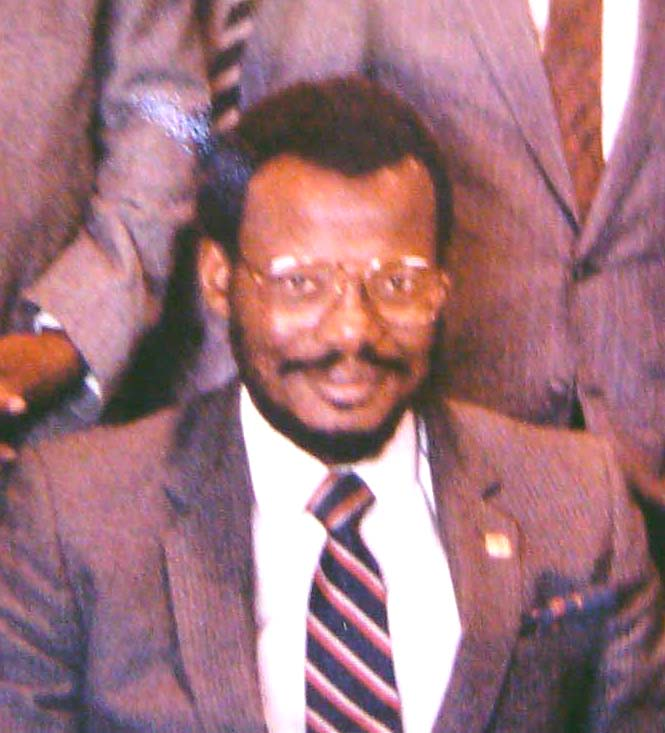
マンゴスツ・ブテレジ／9月9日没

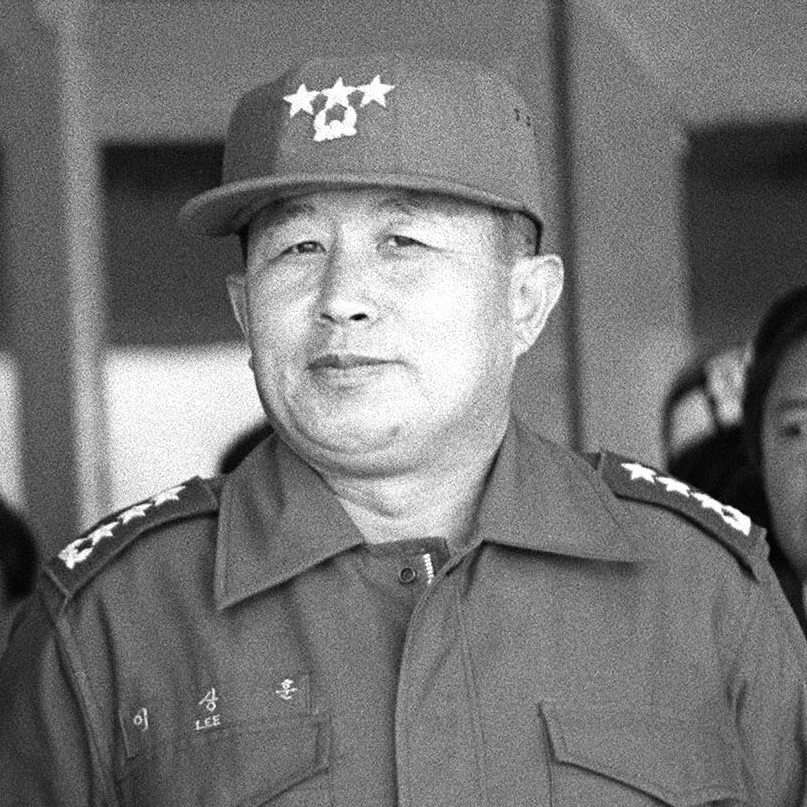
李相薫／9月11日没

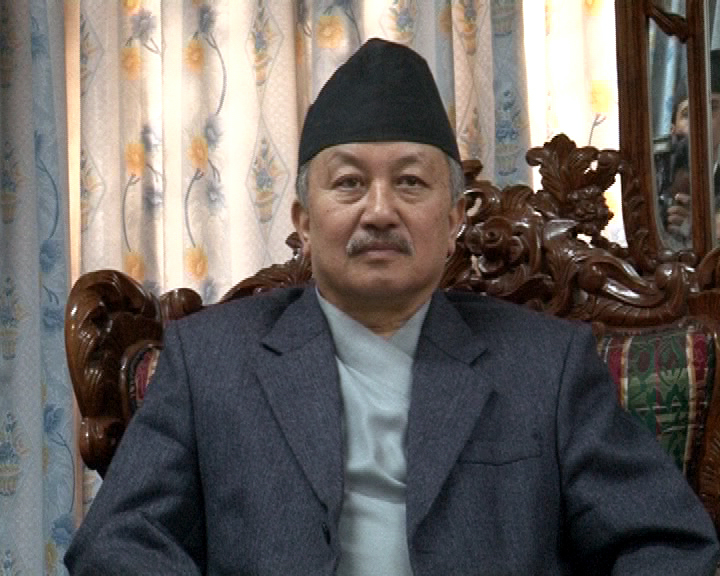
スバス・ネムバン／9月12日没

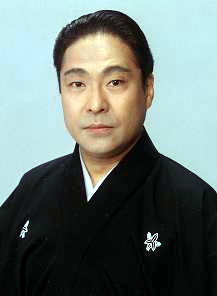
二世市川猿翁／9月13日没

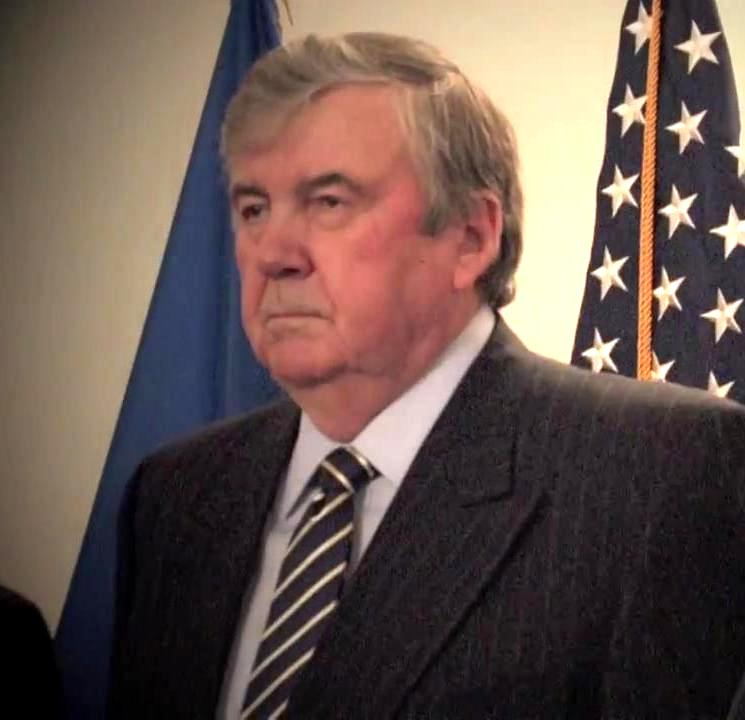
ミルチャ・スネグル／9月13日没

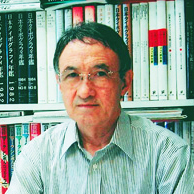
篠原榮太／9月14日没

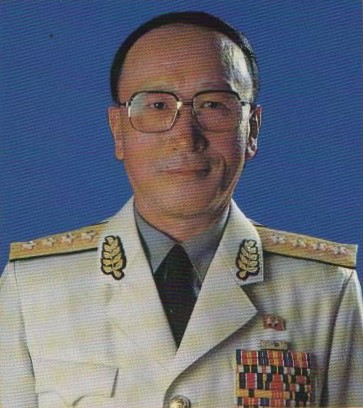
金鎰喆／9月14日没（葬礼日）

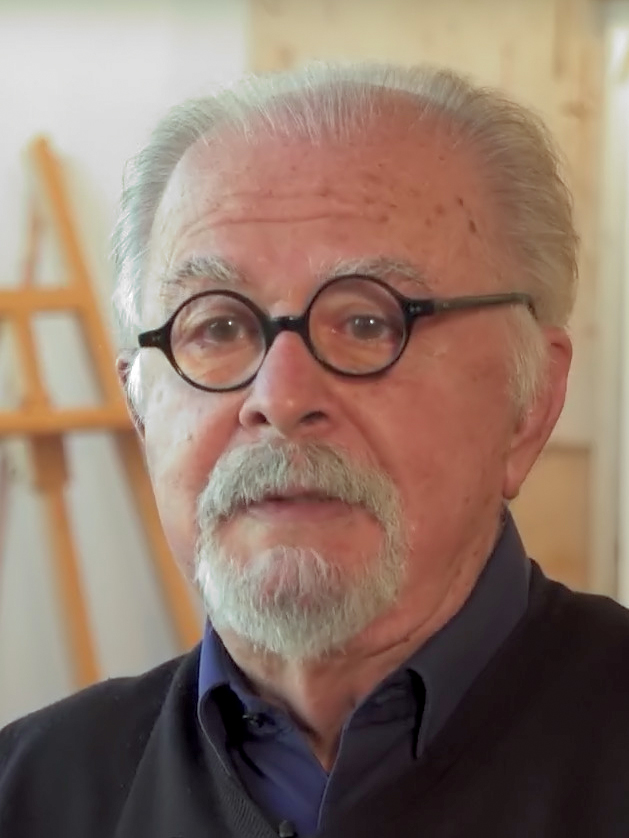
フェルナンド・ボテロ／9月15日没

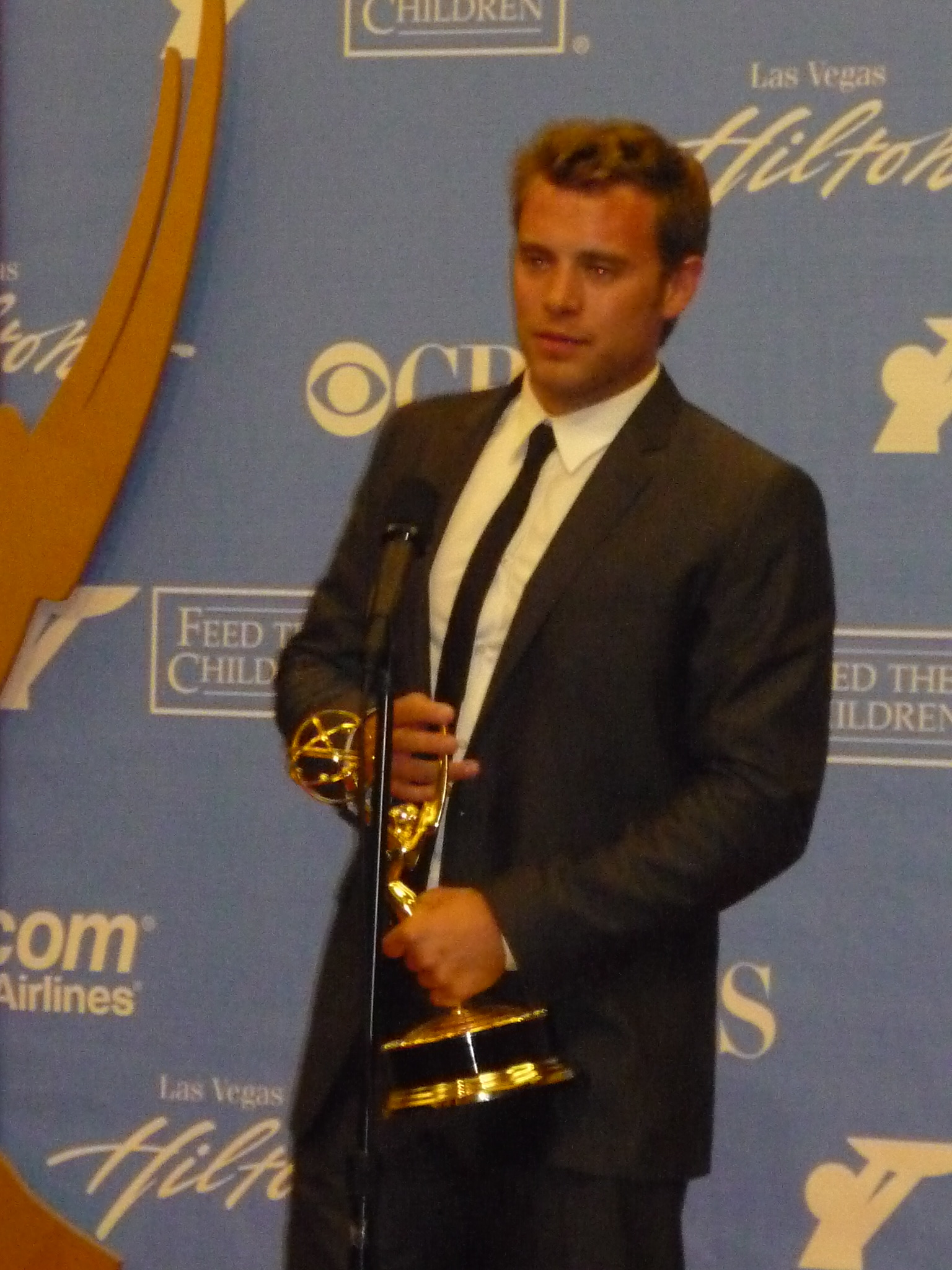
ビリー・ミラー／9月15日没

- 9月1日 - 袁鷹（中国語版）、中華人民共和国の随筆家、児童文学者（* 1924年）[1]
- 9月1日 - レイモンド・モリヤマ、カナダの建築家、都市計画家、ブロック大学学長（* 1929年）[2]
- 9月1日 - 中村正三郎、日本の政治家、元自由民主党衆議院議員、第65代法務大臣、第26代環境庁長官（* 1934年）[3]
- 9月1日 - イヴォンヌ・シマ、カナダの女優、歌手（* 1935年）[4]
- 9月1日 - ジミー・バフェット、アメリカ合衆国のシンガーソングライター、作家、作曲家、映画監督、レストラン経営者（* 1946年）[5]
- 9月1日 - ビル・リチャードソン、アメリカ合衆国の政治家、元エネルギー長官、元ニューメキシコ州知事、元国際連合大使、民主党下院議員、外交官、経営コンサルタント（* 1947年）[6]
- 9月1日（遺体発見日） - 石田桃子、日本の音楽家、歌手（* 1950年）[7]
- 9月1日 - カリーム・アル＝イラーキー（アラビア語版）、イラクの詩人、ソングライター（* 1955年）[8]
- 9月1日 - オナン・スペルマーメイド、日本のドラァグクイーン、アーティスト（* 1971年）[9]
- 9月2日 - 佐藤忠吉、日本の実業家、木次乳業創業者、雲南市名誉市民（* 1920年）[10]
- 9月2日 - 森一弘、日本のカトリック教会の司教（* 1938年）[11]
- 9月2日 - サリフ・ケイタ、マリのプロサッカー選手、元同国代表（* 1946年）[12]
- 9月2日 - 小堀邦夫、日本の神職、著作家、詩人、前靖国神社宮司（* 1950年）[13]
- 9月2日 - 山越光、日本の競馬調教師、元騎手【埼玉県浦和競馬組合所属】（* 1958年）[14]
- 9月2日 - 古沢仁、日本の古生物学者（* 1956年）[15]
- 9月2日 - 中村勝彦、日本の実業家、富士産業社長（* 1966年）[16]
- 9月3日 - 蔡焜霖（中国語版）、台湾の実業家、子供向け雑誌「王子」、ファッション誌「儂儂」創刊者、人権活動家（* 1930年）[17]
- 9月3日 - アマンド・デ・ミゲル（英語版）、スペインの社会学者（* 1937年）[18]
- 9月3日 - カルメ・ジュニェント（英語版）、スペインの言語学者、バルセロナ大学教授（* 1955年）[19]
- 9月3日 - ヒルベルト・エルナンデス（英語版）、パナマのサッカー選手、同国代表（* 1997年）[20]
- 9月4日 - 畑博行、日本の法学者、近畿大学元学長・名誉教授、広島大学名誉教授（* 1930年）[21]
- 9月4日 - アントン・トゥス（英語版）、クロアチアの軍人、初代クロアチア軍参謀総長、元ユーゴスラビア空軍（英語版）司令官（* 1931年）[22][23]
- 9月4日 - グドベルグー・ベルグッソン、アイスランドの作家（* 1932年）[24]
- 9月4日 - 戸田邦司、日本の政治家、元参議院議員【新進党・自由党所属】、元運輸省東北運輸局長（* 1934年）[25]
- 9月4日 - フェリド・ムラド、アメリカ合衆国の医師、薬理学者（* 1936年）[26]
- 9月4日 - イーディス・グロスマン（英語版）、アメリカ合衆国の翻訳家（* 1936年）[27]
- 9月4日 - ゲイリー・ライト、アメリカ合衆国の歌手、キーボーディスト、ピアニスト（* 1943年）[28]
- 9月4日 - 許博允（中国語版）、台湾の作曲家、コラムニスト、テレビ番組のプロデューサー、司会者、ゴルフコース設計者（* 1944年）[29]
- 9月4日 - シェラリ・ジョラエフ（英語版）、ウズベキスタンのシンガーソングライター、音楽家、詩人、作曲家、俳優、ウズベキスタンおよびタジキスタンの人民芸術家（* 1947年）[30]
- 9月4日 - スティーブ・ハーウェル（英語版）、アメリカ合衆国のボーカリスト、ロックバンド「スマッシュ・マウス」元メンバー（* 1967年）[31]
- 9月4日 - フィリップ・ミナリク、ドイツ在住のチェコの騎手（* 1975年）[32]
- 9月4日 - ヴィオレタ・ミスル（英語版）、モルドバのサッカー選手、同国女子代表（* 1997年）[33]
- 9月4日 - 呂薛安、中華人民共和国のプロサッカー選手（* 1999年）[34]
- 9月5日 - アルベルト・アザリャン（英語版）、ソビエト連邦、アルメニアの体操選手、1956年・1960年オリンピック金メダリスト（* 1929年）[35]
- 9月5日 - シャブタイ・シャヴィット（英語版）、イスラエルの諜報員、政治家、情報将校、元モサド長官（* 1939年）[36]
- 9月5日 - マリア・テレサ・カンポス（英語版）、スペインのジャーナリスト、テレビ司会者、ラジオ司会者（* 1941年）[37]
- 9月5日 - アナトール・ウゴルスキ、ソビエト連邦、ドイツのピアニスト（* 1942年）[38]
- 9月5日 - 上地史朗、日本の実業家、カイノス会長（* 1955年）[39]
- 9月5日 - イヴァン・シュケル（英語版）、クロアチアの政治家、経済学者、元財務相、元副首相（* 1957年）[40][41]
- 9月5日 - 谷本音虹郎、日本のオートバイ競技選手（* 2000年）[42]
- 9月6日 - マルク・ボアン（英語版）、フランスのファッションデザイナー（* 1926年）[43]
- 9月6日 - 国吉司図子、日本の川柳歌人、教育者、沖縄女子短期大学元学長（* 1928年?）[44]
- 9月6日 - 佐々木清登、日本の社会運動家、元水俣病患者連合会会長（* 1929年）[45]
- 9月6日 - ジュリアーノ・モンタルド（英語版）、イタリアの映画監督、脚本家、俳優（* 1930年）[46]
- 9月6日 - リチャード・デイヴィス（英語版）、アメリカ合衆国のジャズ・ベーシスト（* 1930年）[47]
- 9月6日 - 新堂友衛、日本の実業家、元大阪シティ信用金庫名誉会長（* 1931年）[48]
- 9月6日 - 丁時采（朝鮮語版）、大韓民国の政治家、元農林部長官（* 1936年）[49]
- 9月6日 - アドナン・アル＝ケイシー、イラクのプロレスラー（* 1939年）[50]
- 9月7日 - 宮里俊一、日本の実業家、元琉球セメント社長（* 1932年?）[51]
- 9月7日 - チャールズ・ゲイル（英語版）、アメリカ合衆国のジャズ・サクソフォニスト（* 1939年）[52]
- 9月7日 - 小林喬郎、日本の電子工学者、福井大学名誉教授（* 1941年）[53]
- 9月7日 - 林喜代種、日本の写真家（* 1943年?）[54]
- 9月7日 - 門田守人、日本の医学者、大阪大学名誉教授、日本医学会会長（* 1945年）[55]
- 9月7日 - マリア・ヒメネス（英語版）、スペインの歌手、ダンサー、女優（* 1950年）[56]
- 9月7日 - 西村朗、日本の作曲家（* 1953年）[57]
- 9月8日 - リチャード・フー（英語版）、シンガポールの政治家、元財務相、元保健相（* 1926年）[58]
- 9月8日 - 湯沢雍彦、日本の社会学者、お茶の水女子大学名誉教授（* 1930年）[59]
- 9月8日 - 杉田由嗣、日本のアスレティックトレーナー【阪神タイガース所属】（* 1947年）[60]
- 9月8日 - 寺沢武一、日本の漫画家、劇画家（* 1955年）[61]
- 9月9日 - マンゴスツ・ブテレジ、南アフリカの政治家、元内務相、インカタ自由党党首（* 1928年）[62]
- 9月9日 - 平野光泰、日本の元プロ野球選手【近鉄バファローズ所属】（* 1949年）[63]
- 9月9日 - 袁仁国（中国語版）、中華人民共和国の実業家、政治家、服役囚、元貴州茅台集団（中国語版）会長、元全人代代表（* 1956年）[64]
- 9月9日 - 村上孝信、日本の実業家、新来島どっく社長（* 1961年）[65]
- 9月9日 - 伊藤司、日本の法学者、南山大学教授（* 1965年）[66]
- 9月10日 - 森田嘉一、日本の教育者、京都外国語大学前理事長・総長（* 1931年）[67]
- 9月10日 - 江沢洋、日本の物理学者、学習院大学名誉教授（* 1932年）[68]
- 9月10日 - ニコ・ラデニス（英語版）、イギリスのシェフ、レストラン経営者（* 1934年）[69]
- 9月10日 - 大谷覚、日本の実業家、政治家、元北海道余市郡余市町長（* 1941年?）[70]
- 9月10日 - イアン・ウィルムット、イギリスの発生学者（* 1944年）[71]
- 9月10日 - エフゲニー・ブラジニク（英語版）、ロシアの指揮者（* 1945年）[72]
- 9月11日 - エンデル・タルヴィング、エストニア出身のカナダの心理学者、神経科学者（* 1927年）[73]
- 9月11日 - 李相薫、大韓民国の政治家、軍人、元国防部長官（* 1933年）[74]
- 9月11日 - 洪一植（朝鮮語版）、大韓民国の文学者（* 1936年）[75]
- 9月11日 - 三東崇秀、日本の実業家、元栗田工業社長（* 1938年）[76]
- 9月12日 - ドミニク・コロンナ（英語版）、フランスのプロサッカー選手、サッカー指導者、元同国代表（* 1928年）[77]
- 9月12日 - スバス・ネムバン、ネパールの政治家、ネパール制憲議会議長（* 1953年）[78]
- 9月12日 - 赤松泰伸、日本の政治家、元愛媛県議会議長（* 1954年）[79]
- 9月12日 - ブランドン・ハンター（英語版）、アメリカ合衆国のプロバスケットボール選手（* 1980年）[80]
- 9月12日 - マイク・ウィリアムズ（英語版）、アメリカ合衆国の元アメリカンフットボール選手【タンパベイ・バッカニアーズなどに所属】（* 1987年）[81][82]
- 9月13日 - 李鍾煥、大韓民国の実業家（* 1923年または1924年）[83]
- 9月13日 - 林虎彦、日本の実業家、発明家、レオン自動機創業者（* 1926年）[84]
- 9月13日 - ペペ・ソリアーノ（英語版）、アルゼンチンの俳優（* 1929年）[85]
- 9月13日 - 平田崑、日本の実業家、元平田崑プロモーション社長（* 1930年?）[86]
- 9月13日 - 増倉一郎、日本の実業家、元髙島屋社長（* 1938年）[87]
- 9月13日 - 李相羲（朝鮮語版）、大韓民国の政治家、元科学技術処長官（* 1938年）[88]
- 9月13日 - 二世市川猿翁[注 1]、日本の俳優、演出家、歌舞伎役者（* 1939年）[89]
- 9月13日 - ミルチャ・スネグル、モルドバの政治家、元大統領（* 1940年）[90]
- 9月13日 - 清昇、日本の実業家、元三井住友建設社長（* 1940年）[91]
- 9月14日 - 末松謙一、日本の銀行家、元さくら銀行頭取、三井住友銀行名誉顧問（* 1926年）[92]
- 9月14日 - 篠原榮太、日本のグラフィックデザイナー（* 1927年）[93]
- 9月14日（葬礼日） - 金鎰喆、北朝鮮の政治家、軍人、元人民武力部長（* 1933年?）[94]
- 9月14日 - 武谷安子、日本のピアニスト、音楽教育者、神戸大学名誉教授（* 1933年?）[95]
- 9月14日 - 松村寛、日本の実業家、元徳島新聞社社長（* 1940年?）[96]
- 9月14日 - 三世中村勘之丞[注 1]、日本の歌舞伎俳優（* 1950年）[97]
- 9月14日 - ルカ・ジュストリージ（英語版）、イタリアの水球選手、元同国代表（* 1970年）[98]
- 9月15日 - ブルハン・サルグン（英語版）、トルコのプロサッカー選手、元同国代表（* 1929年）[99]
- 9月15日 - フランコ・ミリャッチ（英語版）、イタリアの作詞家（* 1930年）[100]
- 9月15日 - フェルナンド・ボテロ、コロンビアの画家、彫刻家（* 1932年）[101]
- 9月15日 - 土田よしこ、日本の漫画家（* 1948年）[102]
- 9月15日 - アレクサンドル・シシュリャンニコフ（英語版）、ソビエト連邦、ウズベキスタン、タジキスタンの軍人、元タジキスタン国防相（* 1950年）[103]
- 9月15日 - 佐々木昭雄、日本のオルガニスト（* 1950年）[104][105]
- 9月15日 - ビリー・ミラー、アメリカ合衆国の俳優（* 1979年）[106][107]

## 16日 - 30日

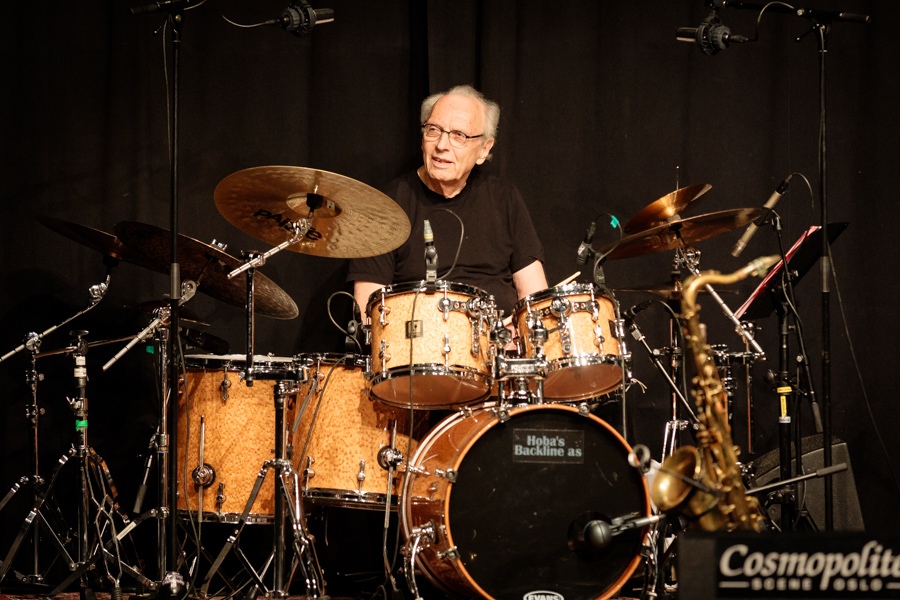
ジョン・マーシャル／9月16日没

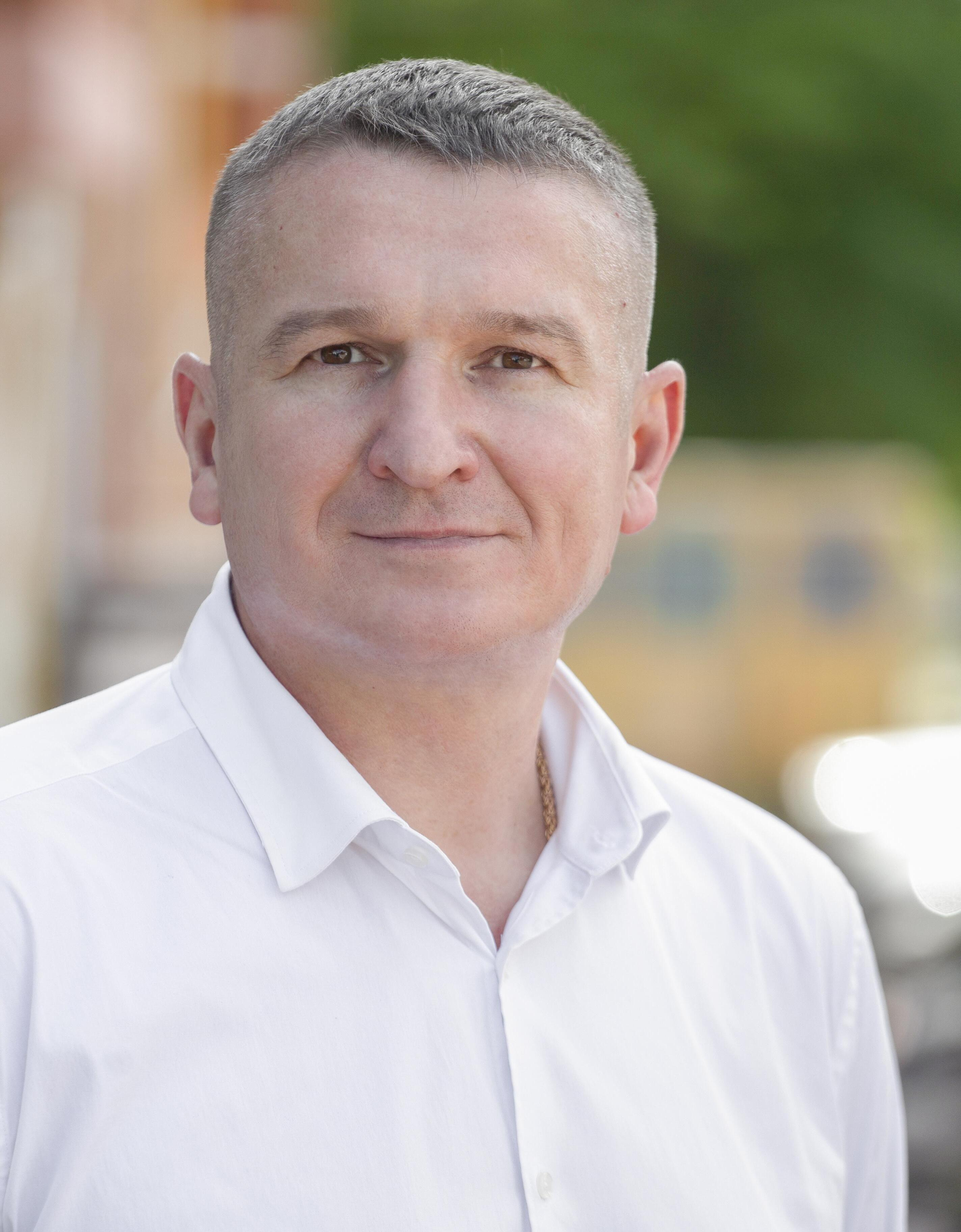
ゲンナジー・ラグタ／9月17日没

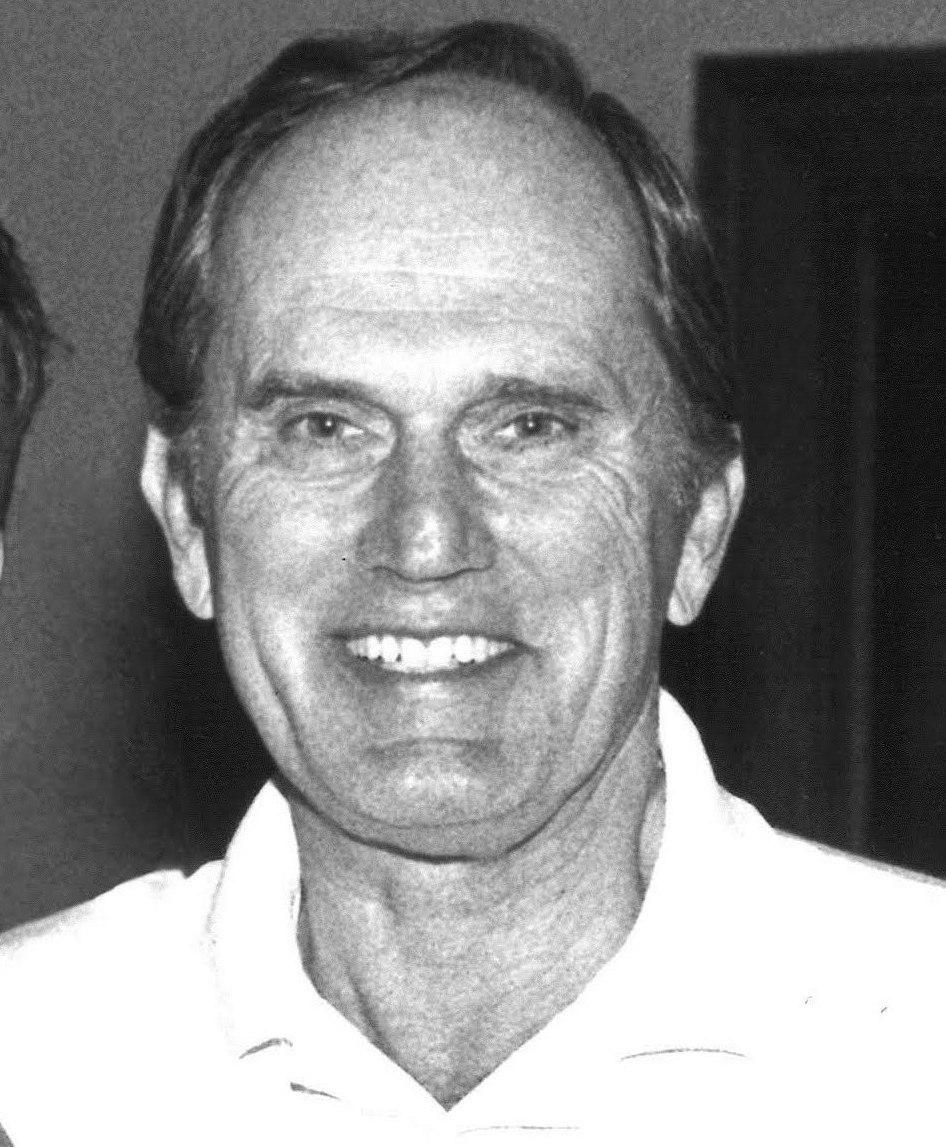
ブレレトン・ジョーンズ／9月18日没

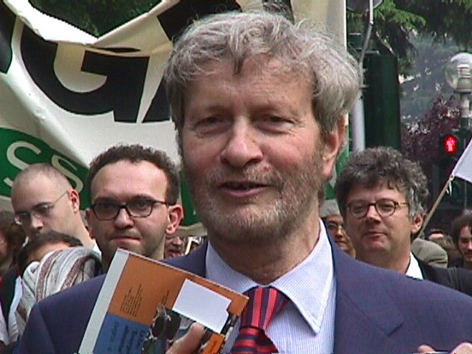
ジャンニ・ヴァッティモ／9月19日没

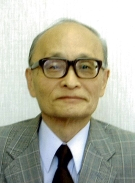
伊東俊太郎／9月20日没

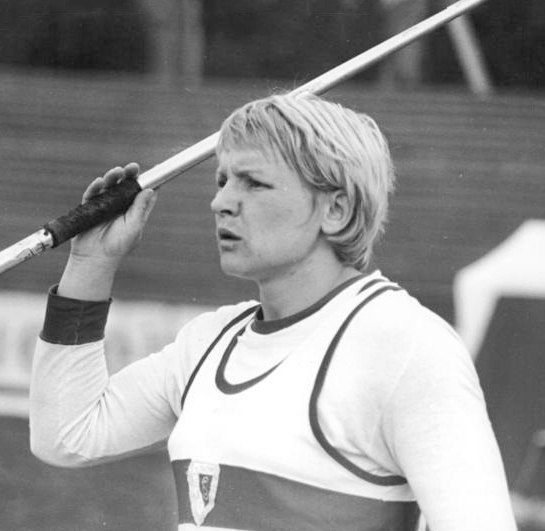
ルート・フックス／9月20日没

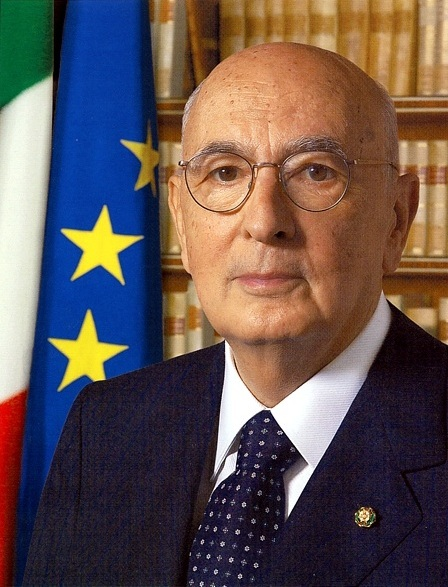
ジョルジョ・ナポリターノ／9月22日没

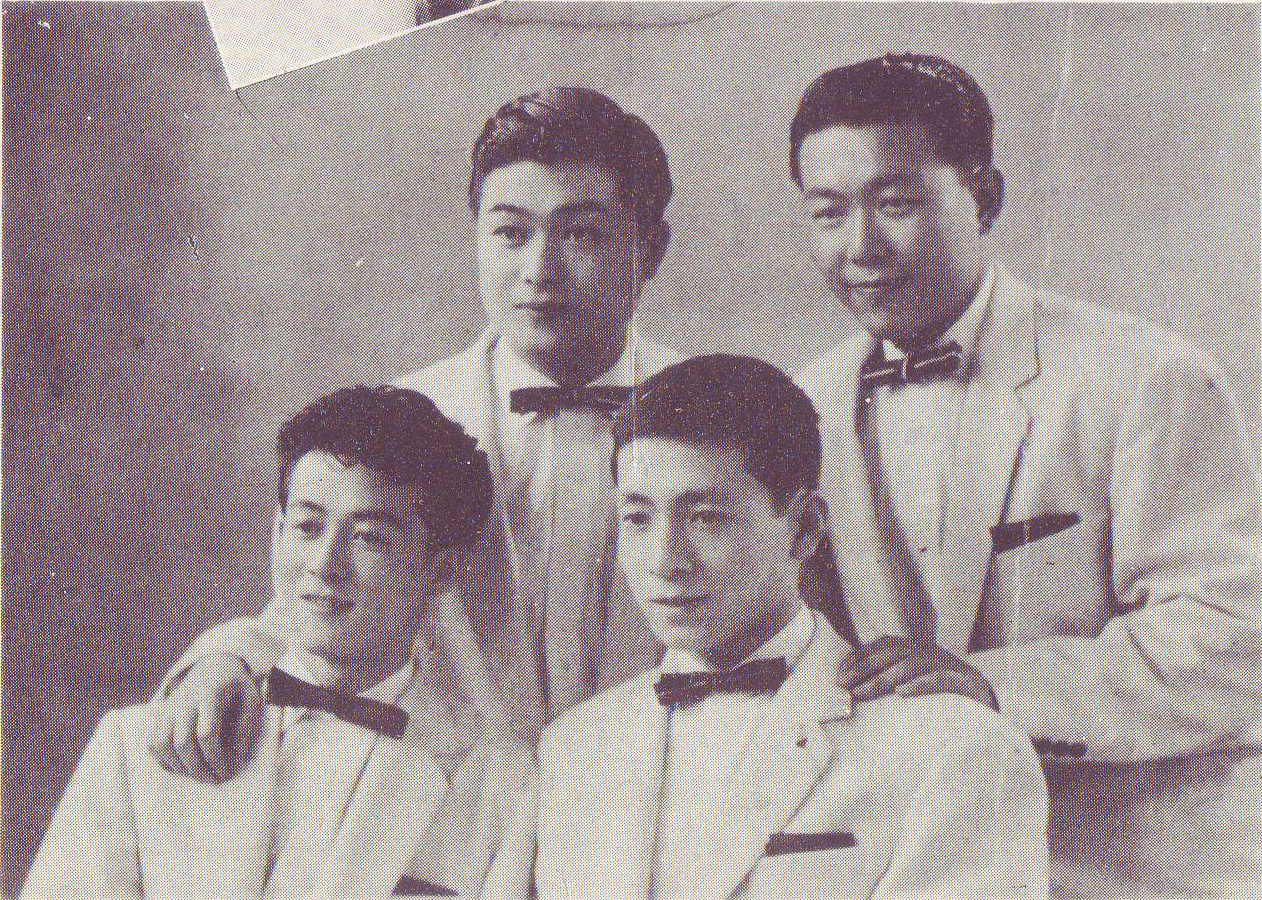
遠山一（後列右）／9月22日没

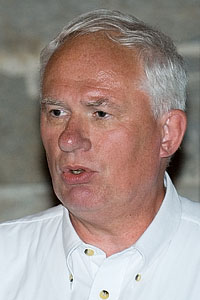
ゲイル・ルンデスタッド／9月22日没

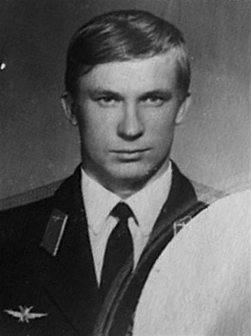
ヴィクトル・ベレンコ／9月24日没

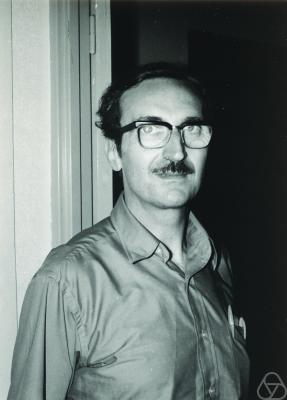
エウジェニオ・カラビ／9月25日没

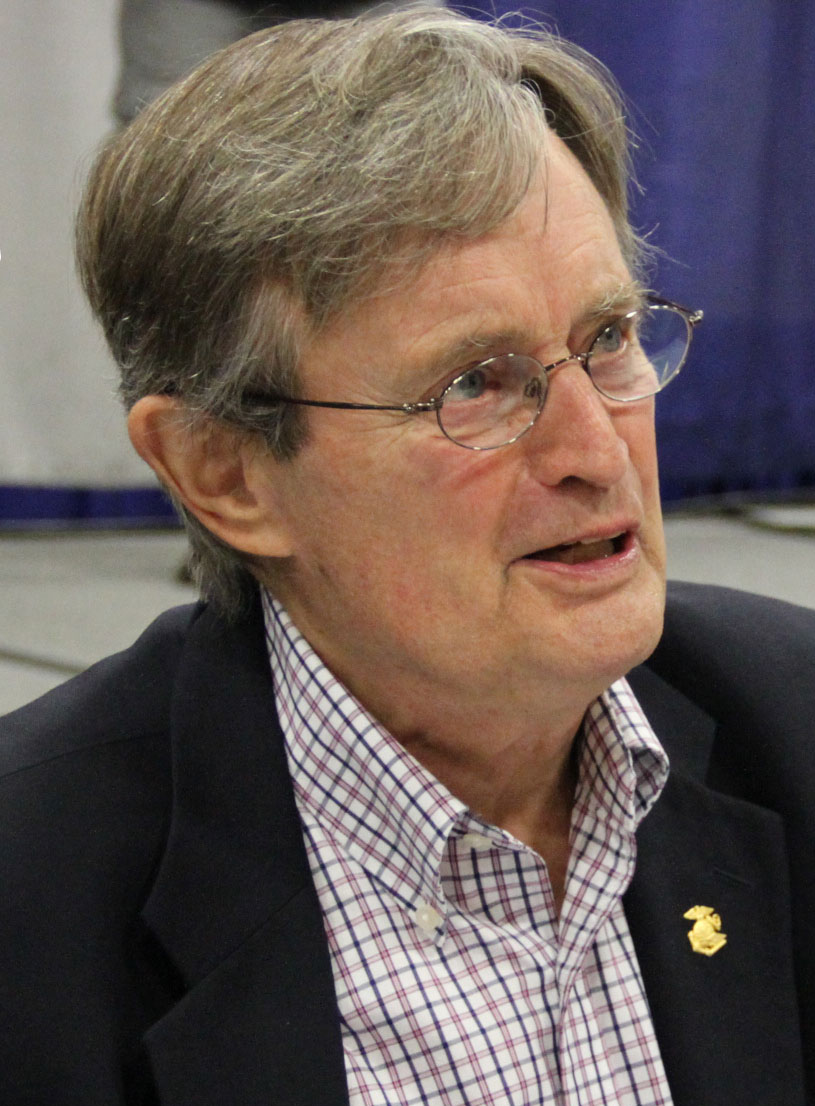
デヴィッド・マッカラム／9月25日没

片峯誠／9月25日没

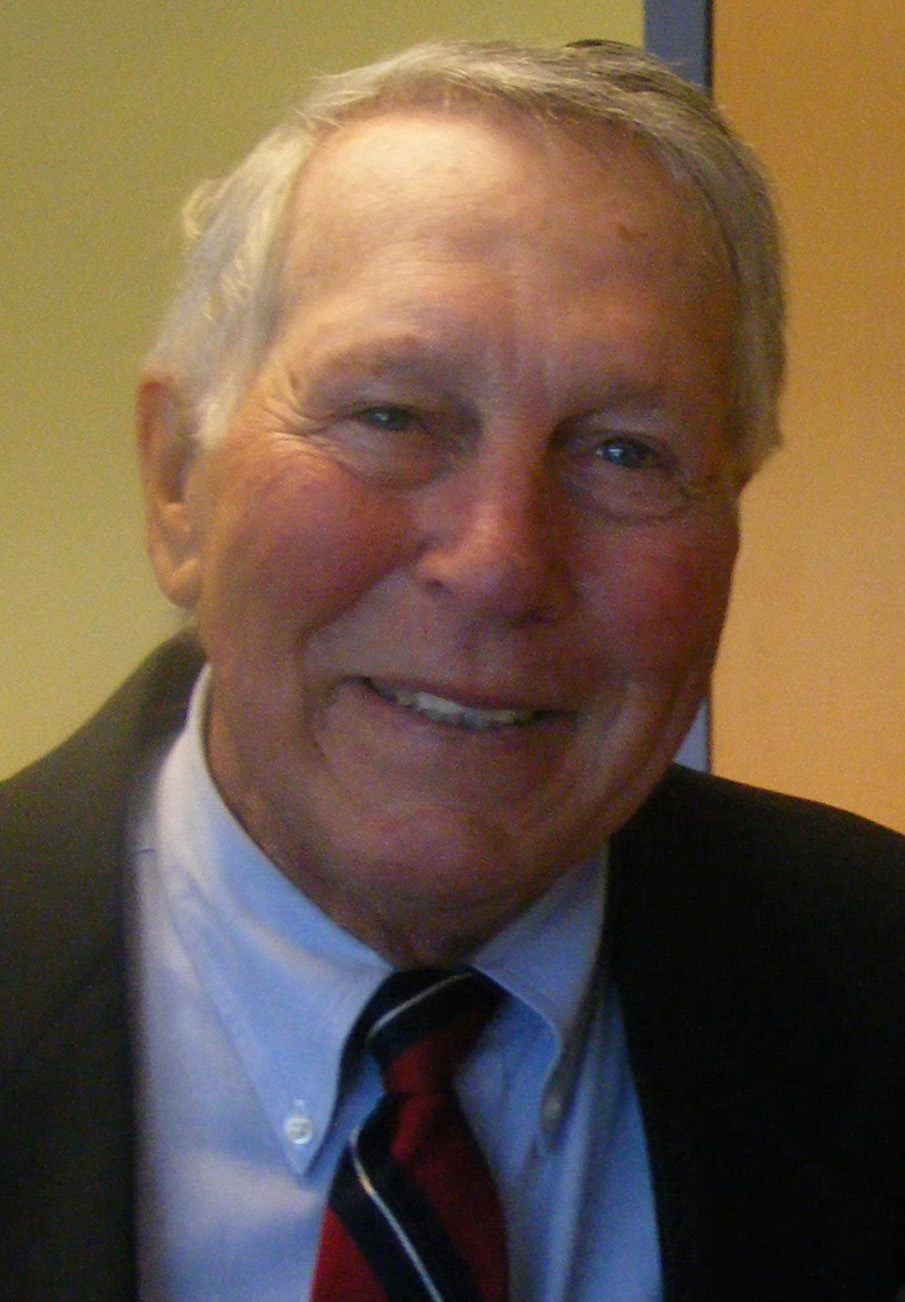
ブルックス・ロビンソン／9月26日没

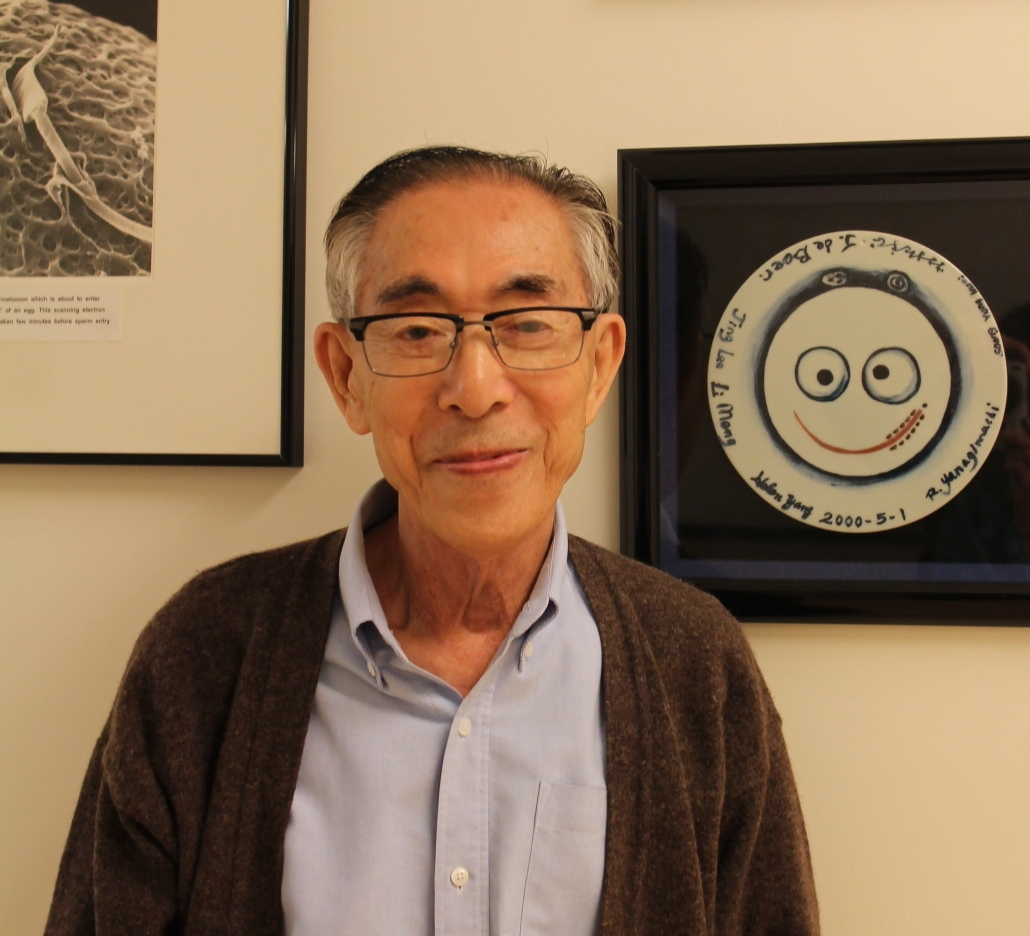
柳町隆造／9月27日没

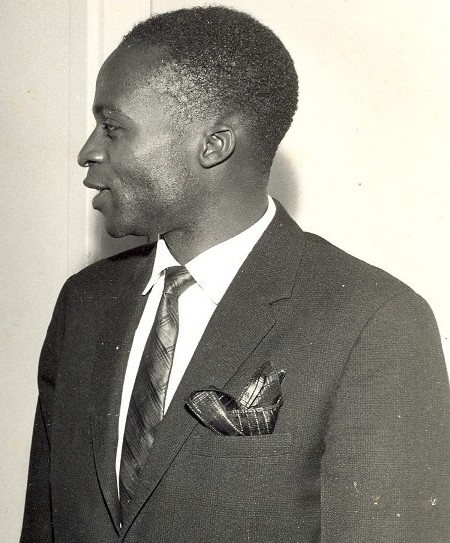
ジョン・テンボ／9月27日没

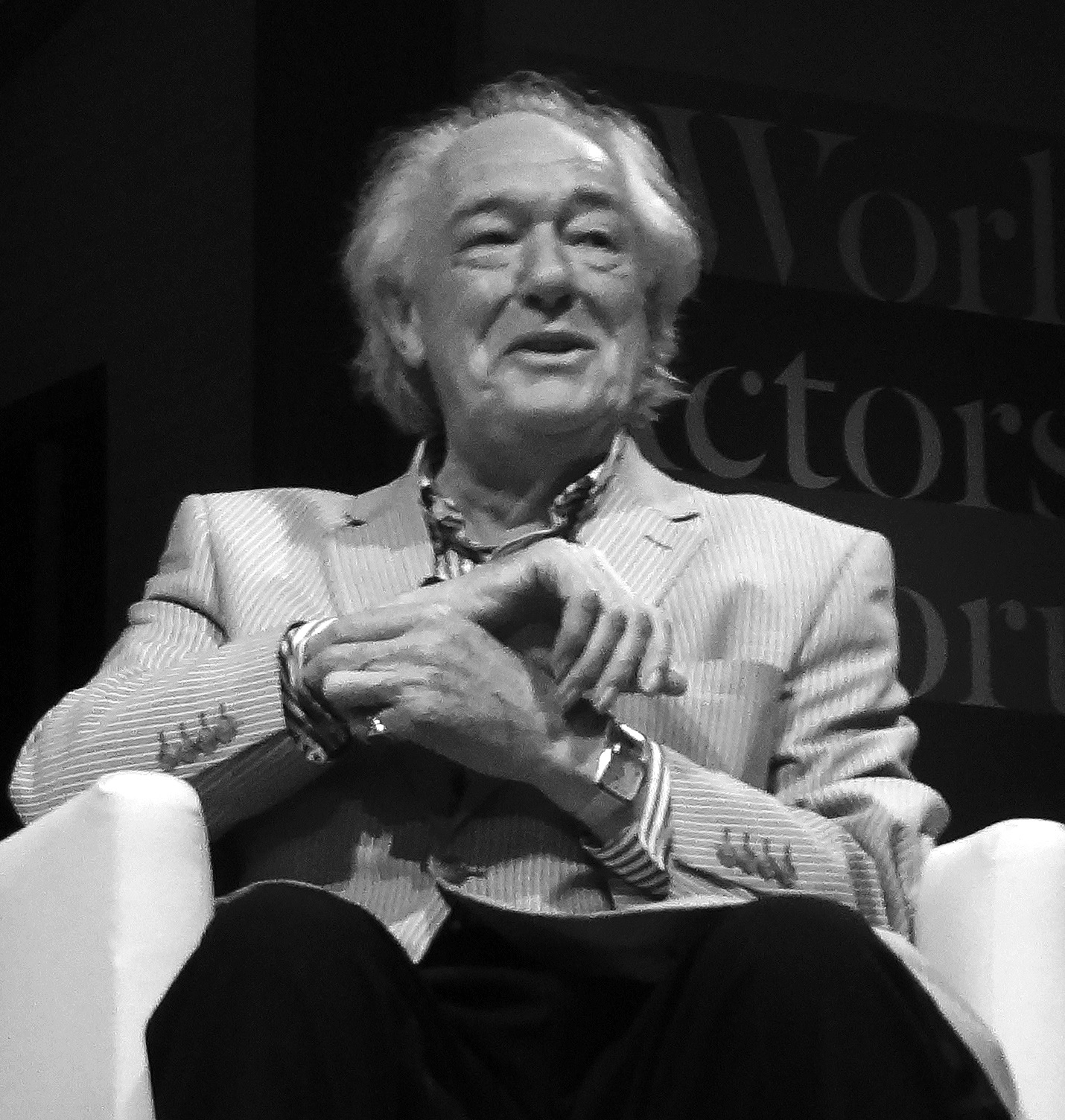
マイケル・ガンボン／9月27日没

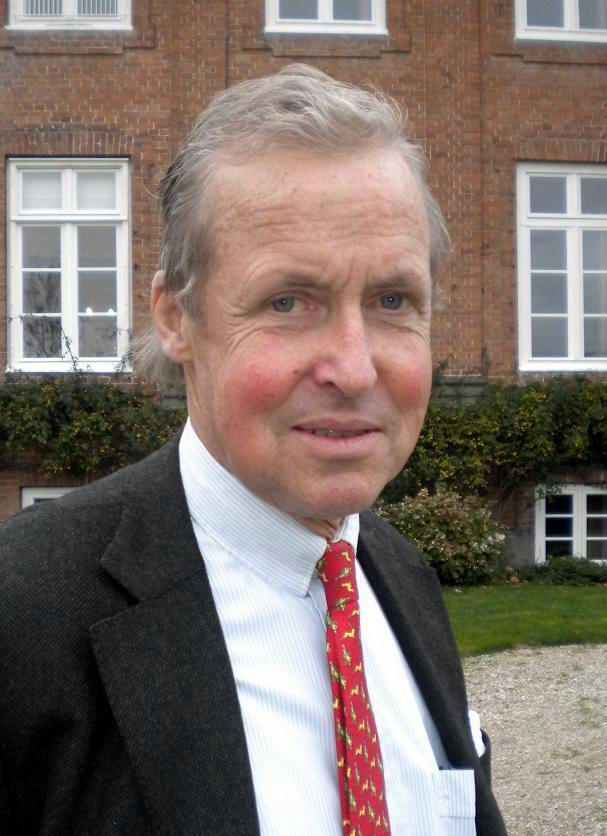
クリストフ・ツー・シュレースヴィヒ＝ホルシュタイン／9月27日没

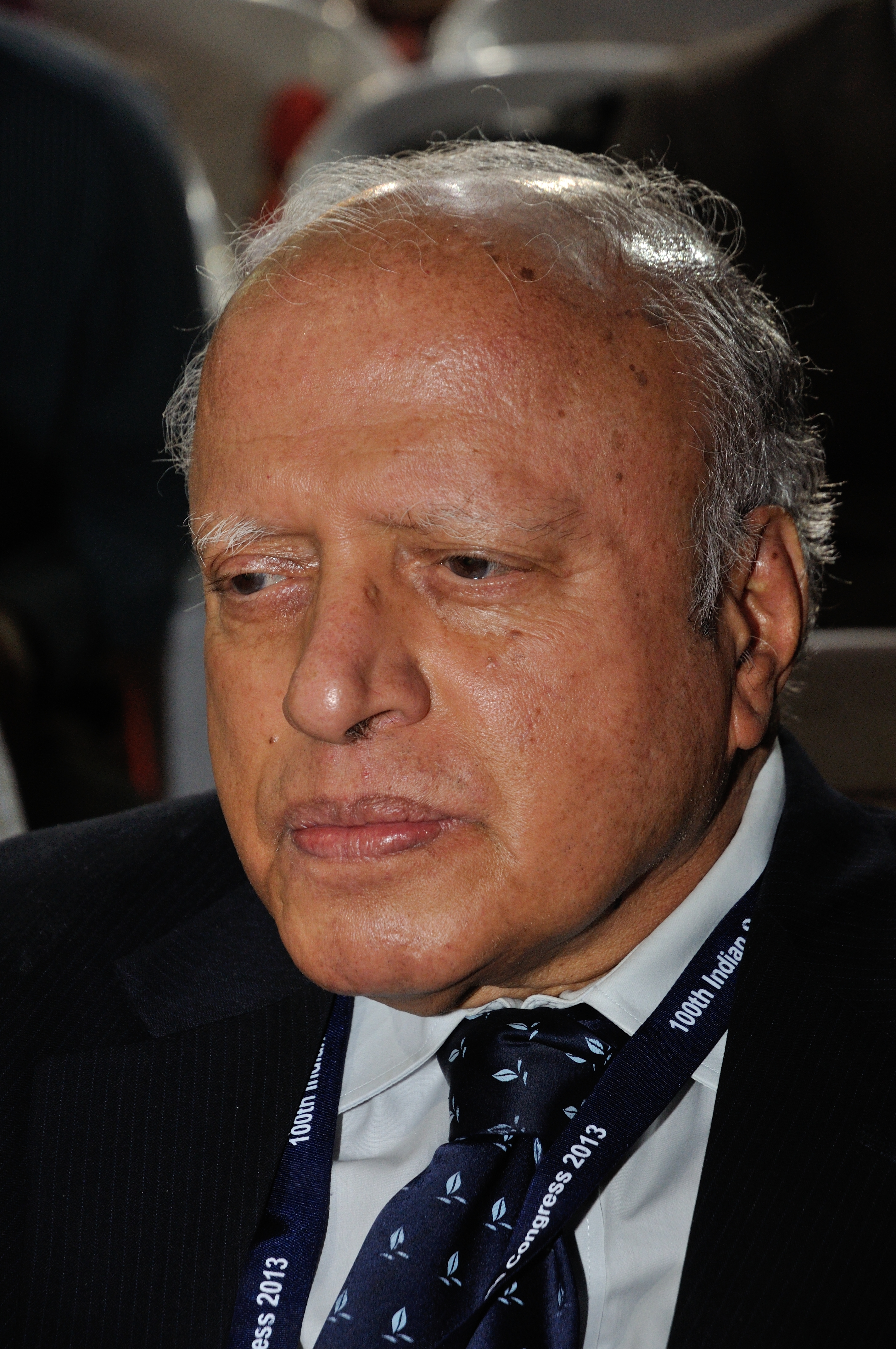
モンコンブ・スワミナサン／9月28日没

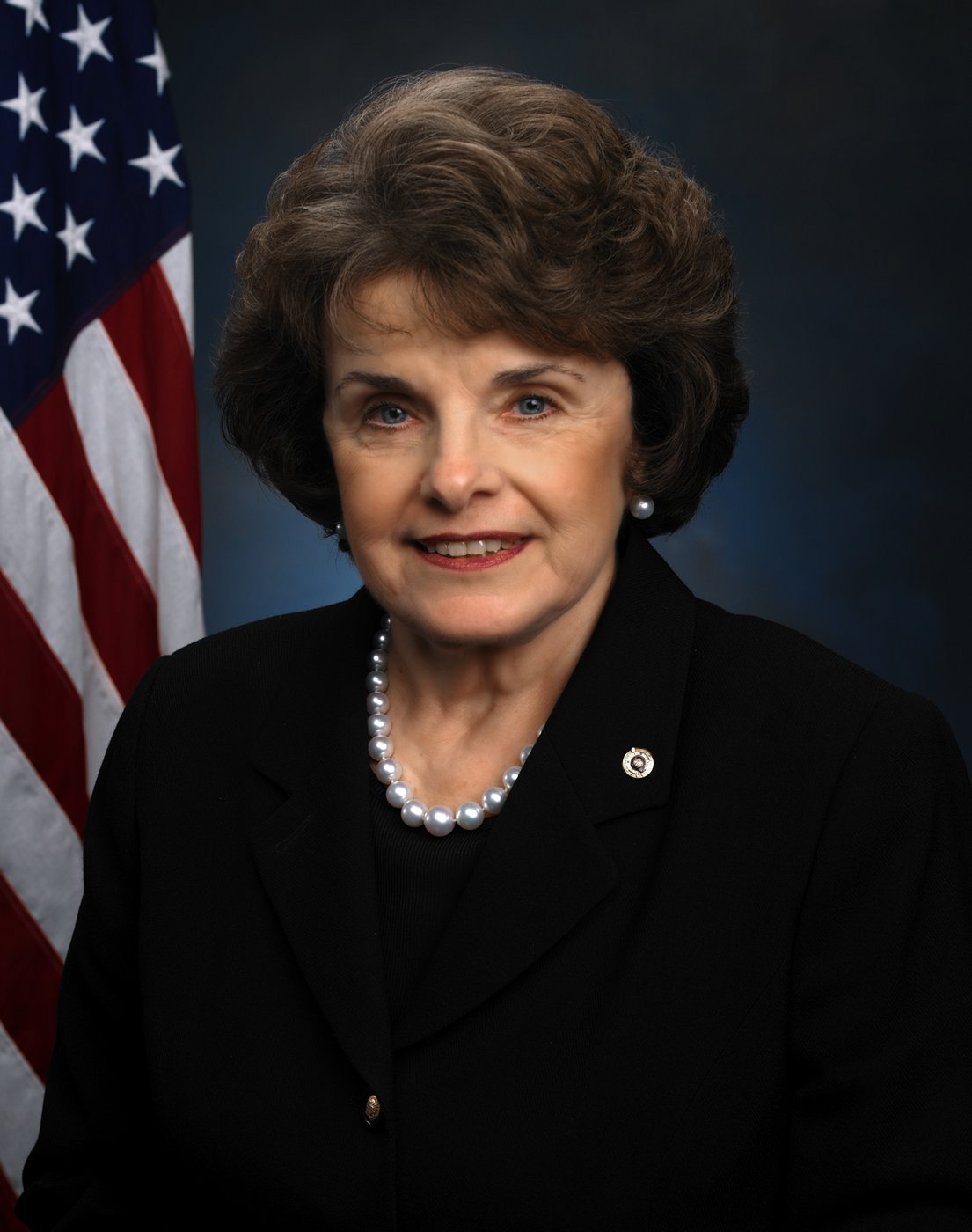
ダイアン・ファインスタイン／9月29日没

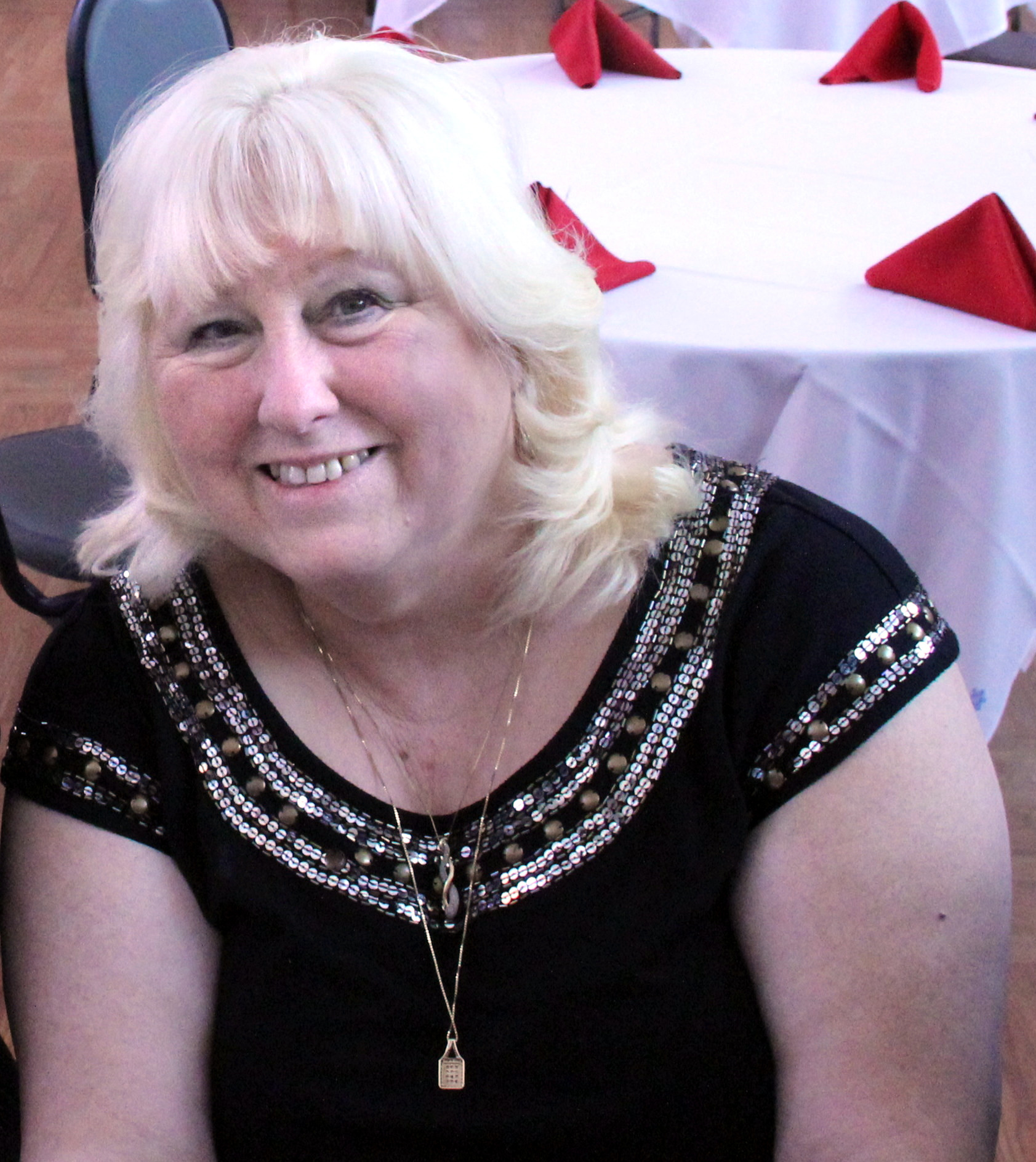
ジョイス・グレーブル／9月29日没

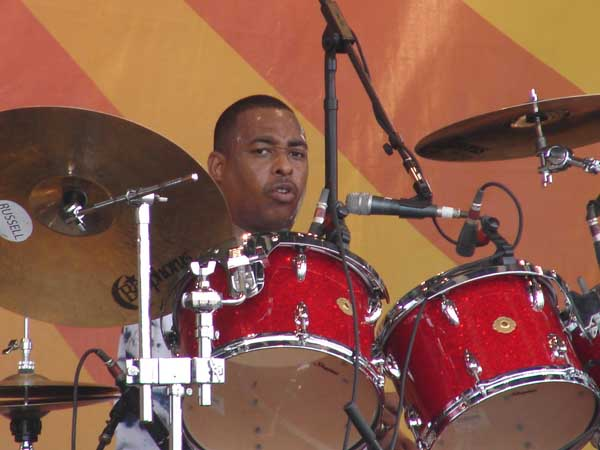
ラッセル・バティスト・ジュニア／9月30日没

- 9月16日 - ニコライ・ドブロンラヴォフ（英語版）、ソビエト連邦、ロシアの詩人、作詞家（* 1928年）[108]
- 9月16日 - 黒瀬圭子、日本の児童文学作家（* 1931年）[109]
- 9月16日 - 廣瀬清、日本の実業家、元日本火災海上保険（現損害保険ジャパン）社長（* 1932年）[110]
- 9月16日 - アブドゥルアーティー・アル＝オベイディー（英語版）、リビア（大リビア・アラブ社会主義人民ジャマーヒリーヤ国）の政治家、外交官、元首相、元外相、元全国人民会議書記長（* 1939年）[111]
- 9月16日 - ジョン・マーシャル、イギリスのドラマー（* 1941年）[112]
- 9月16日 - 所ゆきよし、日本の漫画家（* 1947年）[113]
- 9月16日 - 平山城児、日本の日本文学研究者、立教大学名誉教授（* 1931年）[114]
- 9月17日 - 藤田宏達、日本の仏教学者、札幌大谷短期大学元学長（* 1928年）[115]
- 9月17日 - ゲンナジー・ラグタ、ウクライナの政治家、元ヘルソン州知事（* 1974年）[116]
- 9月18日 - 長谷川澄雄、日本の実業家、ヤマト株式会社代表取締役会長（* 1931年）[117]
- 9月18日 - ブレレトン・ジョーンズ、アメリカ合衆国の政治家、馬のブリーダー、元ケンタッキー州知事（* 1939年）[118]
- 9月18日 - 大森彌、日本の政治学者、東京大学名誉教授（* 1940年）[119]
- 9月18日 - ピョン・ヒボン（朝鮮語版）、大韓民国の俳優、声優（* 1942年）[120][121]
- 9月18日 - 又市征治、日本の政治家、元参議院議員【社会民主党所属】、第5代社会民主党党首、社会民主主義フォーラム顧問（* 1944年）[122]
- 9月18日 - マリーニョ・ペレス（英語版）、ブラジルのプロサッカー選手、元同国代表（* 1947年）[123]
- 9月18日 - ノ・ヨングク（朝鮮語版）、大韓民国の俳優（* 1948年）[124]
- 9月19日 - 徐奉均、大韓民国の政治家、元財務部長官（* 1926年）[125]
- 9月19日 - ジャンニ・ヴァッティモ、イタリアの哲学者、政治家、元欧州議会議員（* 1936年）[126]
- 9月19日 - 露口貴雄、日本のバーテンダー（* 1937年?）[127]
- 9月19日 - 棚橋静雄、日本の歌手、「ロス・インディオス」メンバー（* 1938年）[128]
- 9月19日 - ステファン・グールド（英語版）、アメリカ合衆国のテノール歌手（* 1962年）[129]
- 9月20日 - 磯井正美、日本の漆芸家、人間国宝（* 1926年）[130]
- 9月20日 - 伊東俊太郎、日本の歴史学者、東京大学・麗澤大学名誉教授、比較文明学会名誉会長（* 1930年）[131]
- 9月20日 - 加藤秀俊、日本の社会学者（* 1930年）[132]
- 9月20日 - ヨネヤマママコ、日本のパントマイマー、振付師、女優（* 1935年）[133]
- 9月20日 - 池端雪浦、日本の歴史学者、東京外国語大学元学長（* 1939年）[134]
- 9月20日 - 猿田享男、日本の医学者、慶応義塾大学名誉教授（* 1939年）[135]
- 9月20日 - テット・ルイン（英語版）、ミャンマーの政治家、元民族事務相（* 1940年）[136]
- 9月20日 - ロン・ポレウニス（英語版）、ベルギーのプロサッカー選手、元同国代表（* 1943年）[137]
- 9月20日 - ルート・フックス、ドイツ民主共和国のやり投選手、ドイツの政治家、1972年・1976年オリンピック金メダリスト、元ドイツ連邦議会議員（* 1946年）[138]
- 9月20日 - 鄭鉉発（朝鮮語版）、大韓民国のプロ野球選手、野球指導者（* 1953年）[139]
- 9月20日 - エルウィン・オラフ（英語版）、オランダの写真家（* 1959年）[140]
- 9月20日 - 野口剛夫、日本の音楽学者、作曲家、指揮者（* 1964年）[141]
- 9月20日 - イヴァン・コフガン、ロシアの軍人、海軍大佐、駐ナゴルノ・カラバフロシア平和維持軍副司令官（* 1972年）[142]
- 9月21日 - アルド・ネリ（英語版）、アルゼンチンの医学者、政治家、元保健相（* 1930年）[143]
- 9月21日 - 森靖喜、日本の教育学者、森教育学園（岡山学芸館清秀中学校・岡山学芸館高等学校）元理事長（* 1941年）[144]
- 9月21日 - ジェレミー・シルマン（英語版）、アメリカ合衆国のチェスプレーヤー、著作家（* 1954年）[145]
- 9月21日 - ロバート・W・スミス、アメリカ合衆国の作曲家、編曲家、指揮者（* 1958年）[146]
- 9月21日 - バレウスカ・オリベイラ、ブラジルのバレーボール選手、元同国女子代表、2008年オリンピック金メダリスト（* 1979年）[147]
- 9月21日 - えざお、日本の漫才師、「カントリーズ」メンバー（* 1982年）[148]
- 9月22日 - ジョルジョ・ナポリターノ、イタリアの政治家、第11代大統領（* 1925年）[149]
- 9月22日 - ベルナール・トゥブラン＝ミシェル、フランスの映画監督（* 1927年）[150]
- 9月22日 - 遠山一、日本の歌手、「ダークダックス」メンバー（* 1930年）[151]
- 9月22日 - フランソワ・グロリュー（英語版）、ベルギーの作曲家、ピアニスト（* 1932年）[152][153]
- 9月22日 - アメリコ・ロペス（英語版）、ポルトガルのプロサッカー選手、元同国代表（* 1933年）[154]
- 9月22日 - 伊藤礼、日本の英文学者、エッセイスト、翻訳家（* 1933年）[155]
- 9月22日 - 深尾道典、日本のシナリオ作家（* 1936年）[156]
- 9月22日 - イヴリン・フォックス・ケラー（英語版）、アメリカ合衆国の理論物理学者、数理生物学者、フェミニスト哲学者、科学史家（* 1936年）[157]
- 9月22日 - 小沢渉、日本の実業家、元共栄火災海上保険社長（* 1940年）[158]
- 9月22日 - ペーター・ホルトン（英語版）、オーストリアのシンガーソングライター、ギタリスト、シャンソニエ、作家、テレビタレント（* 1941年）[159]
- 9月22日 - ジョヴァンニ・ロデッティ（英語版）、イタリアのプロサッカー選手、元同国代表（* 1942年）[160]
- 9月22日 - ゲイル・ルンデスタッド、ノルウェーの歴史学者、元ノルウェー・ノーベル研究所（英語版）所長（* 1945年）[161]
- 9月22日 - 多田進、日本の装丁家（* 1951年）[162]
- 9月22日 - マイク・ヘンダーソン（英語版）、アメリカ合衆国のシンガーソングライター（* 1954年）[163]
- 9月23日 - 林亨泰（中国語版）、台湾の詩人、作家（* 1924年）[164]
- 9月23日 - 福井則史、日本の政治家、元香川県国分寺町長（* 1941年?）[165]
- 9月24日 - ツヴィ・ヘッカー（英語版）、ポーランド出身のイスラエルの建築家（* 1931年）[166]
- 9月24日 - フェリックス・アーヨ、スペインのバイオリニスト（* 1933年）[167]
- 9月24日 - ヴィクトル・ベレンコ、ソビエト連邦の元軍人（* 1947年）[168]
- 9月25日 - エウジェニオ・カラビ、イタリア出身のアメリカ合衆国の数学者（* 1923年）[169]
- 9月25日 - 福井緑、日本の歌人（* 1931年）[170]
- 9月25日 - 三遊亭圓太、日本の落語家（* 1932年）[171]
- 9月25日 - デヴィッド・マッカラム、イギリス・スコットランド出身の俳優（* 1933年）[172]
- 9月25日 - エフゲニー・ヤシン（英語版）、ロシアの経済学者、政治家、元経済相（* 1934年）[173]
- 9月25日 - 片峯誠、日本の政治家、福岡県飯塚市長（* 1956年）[174]
- 9月25日 - マッテオ・メッシーナ・デナーロ（英語版）、イタリアのマフィア幹部（* 1962年）[175]
- 9月25日 - ゾレカ・マンデラ（英語版）、南アフリカ共和国の活動家、故ネルソン・マンデラ元大統領の孫（* 1980年）[176]
- 9月26日 - フフズ・トプズ（英語版）、トルコのジャーナリスト、作家（* 1923年）[177]
- 9月26日 - 三石久江、日本の政治家、元参議院議員【日本社会党・新党護憲リベラル所属】（* 1927年）[178]
- 9月26日 - 原田平作、日本の美術史家、大阪大学名誉教授（* 1933年）[179]
- 9月26日 - ブルックス・ロビンソン、アメリカ合衆国の元MLB選手、野球殿堂【ボルチモア・オリオールズ所属】（* 1937年）[180]
- 9月26日 - サンドラ・ドロシー、アメリカ合衆国の女優（* 1939年）[181]
- 9月26日 - 稲嶺盛吉、日本の工芸家、琉球ガラスの名工（* 1940年）[182]
- 9月26日 - 佐藤嘉彦、日本の実業家、元中外炉工業社長（* 1946年）[183]
- 9月27日 - 柳町隆造、日本の生殖生物学者、ハワイ大学名誉教授（* 1928年）[184]
- 9月27日 - ジョン・テンボ、マラウイの政治家、元マラウイ会議党党首（* 1932年）[185]
- 9月27日 - 志村令郎、日本の分子生物学者、京都大学名誉教授、元自然科学研究機構長（* 1932年）[186]
- 9月27日 - 宮田節子、日本の歴史学者、元朝鮮史研究会会長（* 1935年）[187]
- 9月27日 - マイケル・ガンボン、アイルランド出身のイギリスの俳優（* 1940年）[188]
- 9月27日 - クリストフ・ツー・シュレースヴィヒ＝ホルシュタイン、ドイツの貴族、シュレースヴィヒ＝ホルシュタイン公爵、グリュックスブルク家家長（* 1949年）[189]
- 9月28日 - モンコンブ・スワミナサン、インドの農学者、政治家、元ラージヤ・サバー議員（* 1925年）[190]
- 9月28日 - イオン・ドルツァ（英語版）、モルドバの作家（* 1928年）[191]
- 9月28日 - 西本瑛泉、日本の陶芸家（* 1928年）[192]
- 9月28日 - 三原庸子、日本の作家（* 1940年?）[193]
- 9月29日 - 北沢方邦、日本の構造人類学者、信州大学名誉教授（* 1929年）[194]
- 9月29日 - 于振武（中国語版）、中華人民共和国の空軍軍人（* 1931年）[195]
- 9月29日 - ダイアン・ファインスタイン、アメリカ合衆国の政治家、上院議員、元サンフランシスコ市長（* 1933年）[196]
- 9月29日 - ミハウ・グウォヴィンスキ（英語版）、ポーランドの文献学者、文学史家（* 1934年）[197]
- 9月29日 - 丸山博一、日本の舞台俳優、演出家（* 1934年）[198]
- 9月29日 - 正野寛治、日本の実業家、元三菱化学（現三菱ケミカル）社長（* 1936年）[199]
- 9月29日 - ジョイス・グレーブル、アメリカ合衆国のプロレスラー（* 1952年）[200]
- 9月29日 - 響敏也、日本の音楽評論家、作家（* 1952年）[201]
- 9月29日 - 巻島直樹、日本の声優（* 1962年）[202]
- 9月30日 - 村田英憲、日本の実業家、エイケン創業者、日本動画協会顧問 （* 1928年）[203]
- 9月30日 - ウィチット・スリサアーン（英語版）、タイ王国の教育者、教授、元教育相（* 1934年）[204]
- 9月30日 - ユスフ・バカヨコ（英語版）、コートジボワールの政治家、外交官、元外相（* 1943年）[205]
- 9月30日 - 梅若万佐晴、日本の能楽師、観世流シテ方（* 1945年?）[206]
- 9月30日 - 竹内整一、日本の倫理学者、東京大学名誉教授、日本倫理学会元会長（* 1946年）[207]
- 9月30日 - 西田茂雄、日本の写真家（* 1950年）[208]
- 9月30日 - ハレド・ハリファ（英語版）、シリアの作家、詩人、脚本家（* 1964年）[209]
- 9月30日 - ラッセル・バティスト・ジュニア、アメリカ合衆国のドラマー（* 1965年）[210]

## 没日不明
- 9月中 - 二宮常雄、日本のアニメーター、キャラクターデザイナー（* 1940年）[211]
- 9月末 - 鎌田秀勝、日本の俳優（* 1973年）[212]